# Basket Jindřichův Hradec
Basket Jindřichův Hradec (název A–mužstva: GBA Lions Jindřichův Hradec) je český basketbalový klub, který sídlí v Jindřichově Hradci v Jihočeském kraji. Od sezóny 2024/25 opět působí v české nejvyšší basketbalové soutěži, známé pod názvem Národní basketbalová liga mužů odkud hned další sezónu sestoupil zpět do 1.ligy Klubové barvy jsou modrá a žlutá.
Počátky basketbalu v Jindřichově Hradci nejsou dostatečně dobře popsány. Předpokládaný první zápasy se ve městě odehrávaly v halách místního gymnázia a sokolovně v meziválečném období. První známý dochovaný písemný záznam o jindřichohradeckém basketbalu pochází ze dne 28. listopadu 1953, kdy byla zveřejněna soupiska týmu TJ Jiskra-Jiholen J.Hradec. Starý jindřichohradecký klub se většinou pohyboval na krajské a okresní úrovni.
Současný klub byl založen v roce 2004. Zakladatelem a většinovým vlastníkem se stal pan R. Hrala. Tento nový subjekt převzal práva na třetí ligu od TJ Slovanu, aby jej následně směnil s Duklou Dejvice za druhou nejvyšší soutěž v republice. V první sezóně se klub umístil na celkovém dvanáctém místě. Největším úspěchem nového jindřichohradeckého klubu je účast v nejvyšší soutěži (v sezónách 2012/13–2017/18).
Své domácí zápasy odehrává v městské sportovní hale Jindřichova Hradce s kapacitou 1 200 diváků.

## Historické názvy
Zdroj:
- 2004 – BK Jindřichův Hradec (Basketbalový klub Jindřichův Hradec)
- 2007 – BK JHComp Jindřichův Hradec (Basketbalový klub JHComp Jindřichův Hradec)
- 2008 – BK Jindřichův Hradec (Basketbalový klub Jindřichův Hradec)
- 2009 – BK Lions Jindřichův Hradec (Basketbalový klub Lions Jindřichův Hradec)
- 2017 – Basket Fio banka Jindřichův Hradec
- 2019 – fúze s Get Better Academy ⇒ GBA Lions Jindřichův Hradec (Get Better Academy – Lions Jindřichův Hradec)[5][6]

## Umístění v jednotlivých sezonách
Stručný přehled
Zdroj:
- 2004–2007: 2. liga (2. ligová úroveň v České republice)
- 2007–2012: 1. liga (2. ligová úroveň v České republice)
- 2012–2018: Národní basketbalová liga (1. ligová úroveň v České republice)
- 2018– : 1. liga (2. ligová úroveň v České republice)

Jednotlivé ročníky
Zdroj:
Legenda: ZČ - základní část, červené podbarvení - sestup, zelené podbarvení - postup, fialové podbarvení - reorganizace, změna skupiny či soutěže
| Česko (2004 – ) |                           |           |           |                                       |              |
| Sezóny          | Soutěž                    | Úroveň    | ZČ        | Play-off, nadstavba, sk. o udržení... | Poznámky     |
| 2004/05         | 2. liga                   | 2. úroveň | 10. místo | Play-out (4. místo)                   |              |
| 2005/06         | 2. liga                   | 2. úroveň | 11. místo | Play-out (1. místo)                   |              |
| 2006/07         | 2. liga                   | 2. úroveň | 7. místo  | Čtvrtfinále                           | Reorganizace |
| 2007/08         | 1. liga                   | 2. úroveň | 8. místo  |                                       |              |
| 2008/09         | 1. liga                   | 2. úroveň | 6. místo  | Semifinále                            |              |
| 2009/10         | 1. liga                   | 2. úroveň | 4. místo  | Čtvrtfinále                           |              |
| 2010/11         | 1. liga                   | 2. úroveň | 2. místo  | Finále                                |              |
| 2011/12         | 1. liga                   | 2. úroveň | 1. místo  | Baráž o NBL (2. místo)                | Postup       |
| 2012/13         | Národní basketbalová liga | 1. úroveň | 13. místo |                                       |              |
| 2013/14         | Národní basketbalová liga | 1. úroveň | 10. místo |                                       |              |
| 2014/15         | Národní basketbalová liga | 1. úroveň | 8. místo  | Čtvrtfinále                           |              |
| 2015/16         | Národní basketbalová liga | 1. úroveň | 12. místo |                                       |              |
| 2016/17         | Národní basketbalová liga | 1. úroveň | 10. místo | Play-out (2. místo)                   |              |
| 2017/18         | Národní basketbalová liga | 1. úroveň | 12. místo | Baráž o NBL (prohra)                  | Sestup       |
| 2018/19         | 1. liga                   | 2. úroveň | 1. místo  | Baráž o NBL (3. místo)                |              |
| 2019/20         | 1. liga                   | 2. úroveň |           |                                       |              |